# Bounouh
Bounouh  este o comună din provincia Tizi-Ouzou, Algeria.
Populația comunei este de 9.731 de locuitori (2008).